# Морбакка (садиба)
Морбакка — родинна садиба першої жінки-лаурета Нобелівської премії з літератури Сельми Лагерлеф. Розташована у комуні Сунне, ландскапі Вермланд (Швеція).

## Історія садиби
Головна будівля садиби була зведена у 1793 році. У 1921 — 1923 роках її перебудували за проєктом архітектора Ісака Густава Класона.
Родині Лагерлеф садиба перейшла у спадок у 1801 році. Після смерті батька письменниці, Еріка Густава Лагерлефа, у 1885 році управління садибою взяв на себе його син Юхан. Він не зміг вправно вести господарство, збанкрутів і емігрував до Сполучених Штатів.
У 1889 році родина змушена була продати Морбакку.
У 1907 році письменниця викупила головну будівлю садиби, а згодом змогла викупити і весь маєток, чому сприяла Нобелівська премія, яку Лагерлеф отримала 1909 року.
Кілька років пішло на відновлення садиби.

## Морбакка сьогодні
Згідно заповіту письменниці, Морбакку зберегли і демонструють публіці в тому вигляді, який вона мала на момент смерті Лагерлеф.
Музейне життя садиби бере початок у 1942 році. 
Відвідувачі можуть оглянути головну будівлю садиби, прогулятися садом письменниці, відвідати кав'ярню і завітати до місцевої книжкової крамниці. У книгарні є великій вибір творів Лагерлеф, як у традиційному форматі, так і на DVD. Є також книги письменниці, перекладені як англійською, так і німецькою .
Окрім того, в крамниці облаштована дитяча кімната.
Гості музею можуть придбати сувенірну продукцію, зокрема чай Mårbacka та однойменний мед.

## Морбакка в творчості Сельми Лагерлеф
У 1922 році з'явилася найбільш відома автобіографічна книга письменниці «Морбакка», в якій Лагерлеф розповіла про своє дитинство, історію садиби та її мешканців.

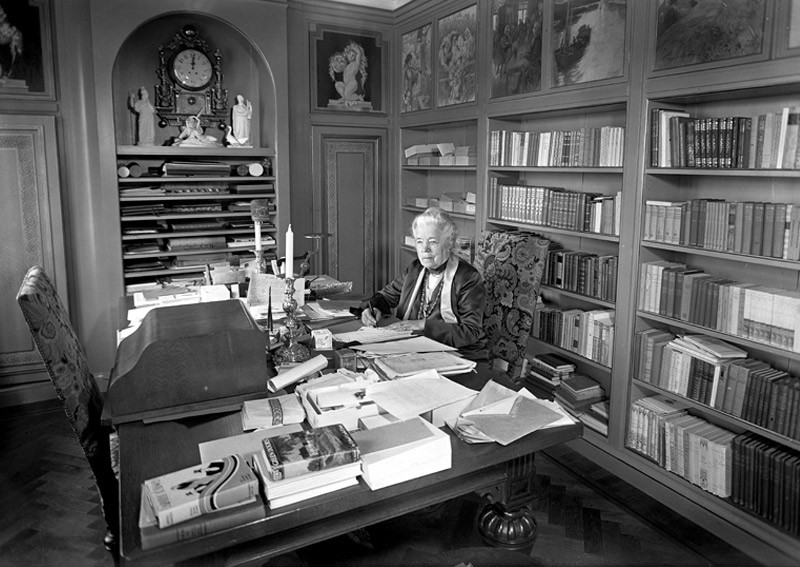
Сельма Лагерлеф у своєму робочому кабінеті. Морбакка. 1933 рік.

Маєтку, а також звичаям, які в ньому панували, присвячені також окремі сторінки найпопуляншнішого твору письменниці — «Дивовижна подорож Нільса Гольгерсона по Швеції».